# Simbácio, o Condestável

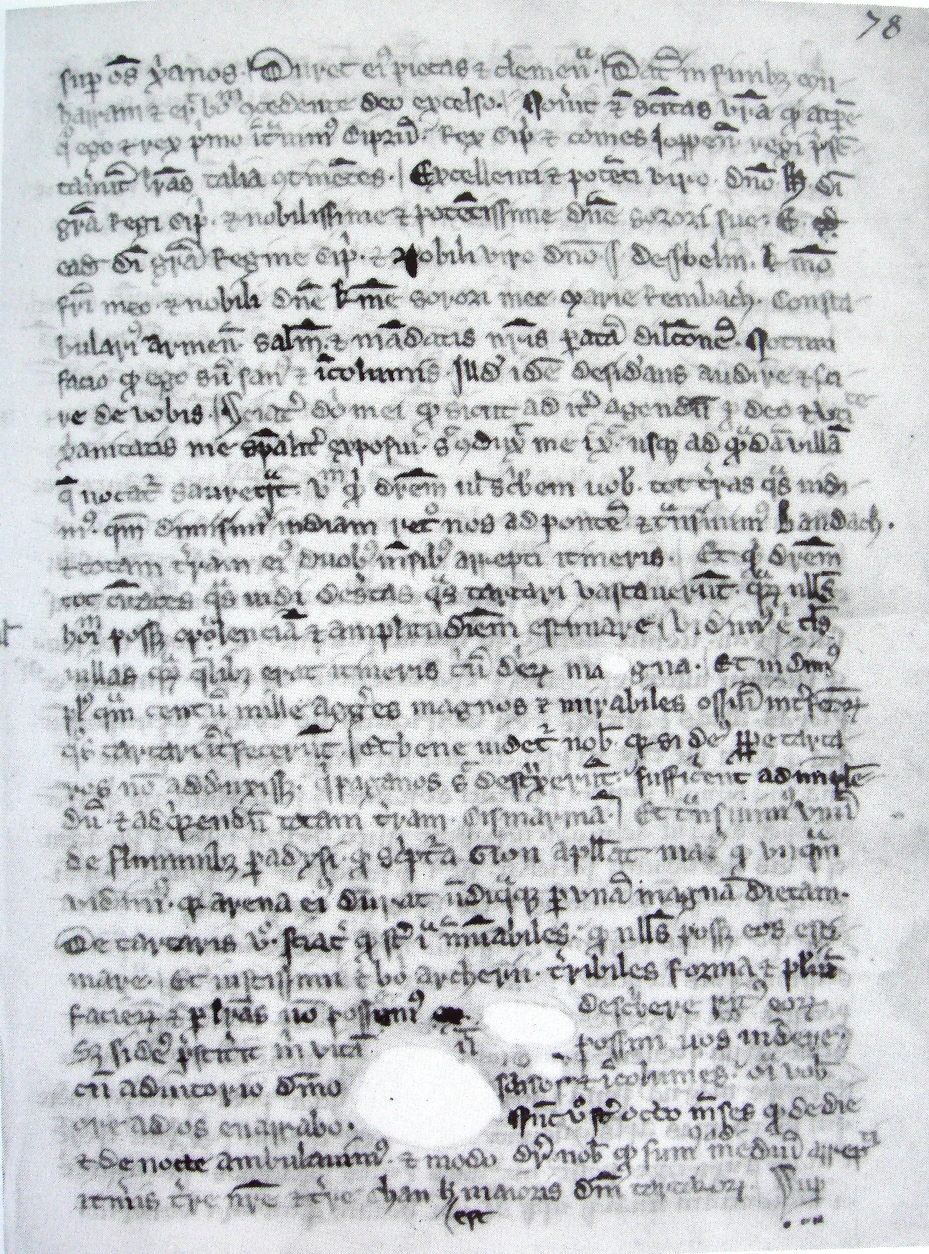
Uma cópia do século XIV da carta de 7 de fevereiro de 1248 de Simbácio a e João de Ibelim, afirmando que "Se Deus não tivesse trazido os tártaros que massacraram os pagãos, eles (os sarracenos) teriam sido capazes invadir toda a terra até o mar."

Simbácio, o Condestável (em latim: Simbatius; em armênio: Սմբատ Սպարապետ, Սմբատ Գունդստաբլ; romaniz.: Smbat Sparapet, Smbat Gúndestabl; 1208-1276) foi um nobre e historiador armênio do século XIII. 

## Nome
Simbácio (Symbatius) é a forma latina do armênio Sembate (Սմբատ, Smbat), que embora se saiba ter uma origem iraniana, não se conhece seu significado. Foi registrado em grego com Simbácio (Συμβάτιος, Symbátios), em persa novo como Sunfade (سانپاد, Sunfād) e Simbá / Simbade (سندباد, Sinbād). A tradição armênia preservada em Moisés de Corene atribuiu a origem do nome a Xambate (Շամբաթ, Šambatʻ), um suposto hebreu ativo nos tempos do mítico Valarsaces I.

## Vida
Simbácio era filho Constantino de Lamprom e serviu como conselheiro de seu irmão, o rei Hetum I (r. 1226–1270). Foi enviado numa embaixada ao grão-cã do Império Mongol em 1247 ou 1248. A missão tinha como objetivo congratular Guiuque Cã (r. 1246–1248) por sua ascensão e tentar firmar uma aliança contra os Estados muçulmanos. Foi recebido cordialmente em 1251 com garantia de proteção do Reino Armênio da Cilícia. A aliança, por sua vez, durou até 1260, quando os mongóis retrocederam à Pérsia diante da pressão do Sultanato Mameluco do Cairo.
Em sua viagem pelo Império Mongol, Simbácio viajou até ao menos Samarcanda, de onde escreveu uma carta para seus cunhados Henrique I e João de Ibelim descrevendo sua jornada. É menos acurada e detalhada do que os relatos dos coetâneos João de Plano Carpini e Guilherme de Rubruquis, mas foi relevante às relações europeio-mongóis. A carta trata dos massacres feitos pelos vastos exércitos mongóis, que foram tidos como descendentes dos três reis magos de Mateus 2:1-12, e alude a uma próspera comunidade cristã que florescia sobre domínio mongol. Fala-se, ainda, dum rei cristão na Índia, que possivelmente se remete à lenda de Preste João.
Simbácio escreveu uma Crônica que é o relato histórico mais relevante do Reino Armênio da Cilícia, revisou o Código de Miquitar Gos e traduziu a coletânea Assizes de Antioquia, que só sobreviveu em sua versão armênia. Era pai dum rapaz chamado Basílio, apelidado "o Tártaro", que nasceu de sua união com uma descendente de Gêngis Cã. Em 1266, liderou o exército que defendeu o reino contra a invasão mameluca. Morreu depois em Sis devido a uma ferida no pé recebida na perseguição aos invasores perto de Marache.